# Lac Pico Numero Cinco
Le Lac Pico Numero Cinco (lac Pico Numéro Cinq), en Argentine, est un lac andin d'origine glaciaire situé à l'ouest de la province de Chubut, dans le département de Tehuelches, en Patagonie. 

## Géographie
Le lac Pico Numero Cinco est situé à moins de un kilomètre au nord du río Pico. Il est de forme plus ou moins ovale et est orienté du nord-est vers le sud-ouest. Son grand axe est long de 2,2 kilomètres. 

Il a une superficie de 1,5 km2 et son altitude est de 507 mètres. 

Il se trouve à un peu plus de 7 kilomètres à l'ouest-sud-ouest du lac Pico Numero Cuatro et à quelque huit kilomètres à l'ouest-nord-ouest du lac Pico Numero Tres. Moins de 5 km à l'ouest se trouve la frontière chilienne.
Le lac est peu visité. Un petit complexe touristique est établi sur la rive sud-ouest du lac, destiné avant tout aux pêcheurs qui apprécient l'endroit.

## Climat - Végétation
Les précipitations dans la zone sont de l'ordre de 1 200 à 1 400 millimètres et, comme il est de règle dans les andes de Patagonie, elles augmentent d'est en ouest. Le maximum pluviométrique s'observe en hiver de juin à août. La température moyenne est de 10 °C, les moyennes d'été se montant à 13 °C, et celles d'hiver à +1 °C.
Grâce au climat humide, le lac est entouré d'une belle forêt de type andino-patagonique, comportant avant tout des ñirés (Nothofagus antarctica), des lengas (Nothofagus pumilio) et des coihues (Nothofagus dombeyi).

## Hydrologie
Son émissaire prend naissance au niveau de son extrémité sud-ouest et se dirige vers le sud où il conflue en rive droite avec le río Pico, après un court parcours de 1,3 kilomètre.
Le río Pico conflue lui-même en rive gauche, en territoire chilien, avec le río Carrenleufú, lequel débouche dans l'Océan Pacifique.